# 吉備層群
吉備層群（きびそうぐん）は、吉備高原の小起伏面に位置する、かつて非公式に「山砂利層」と呼称された日本の地層。命名済みの層は岡山県内の吉備高原に点在するように分布しており、主要な露頭が岡山市北部の富吉地域と津高地域に分布する。本流相と支流相からなる礫岩主体の河成層であり、かつては第四系更新統と考えられていたもののフィッショントラック法を用いた年代測定により古第三系であることが判明した。かつて岡山県内に所在した複数の炭鉱で利用されていた石炭の供給源でもあり、またFT年代測定に用いられた凝灰岩層を稀に挟在する。

## 岩相
吉備層群の地層は、一般に下位から順に礫岩、夾炭砂岩泥岩、礫岩である。礫種は流紋岩が多く、この他に古生代の堆積岩や、それらが変成作用を受けて形成されたホルンフェルス、花崗岩、安山岩などが含まれる。花崗岩の風化により生成された真砂を主体とする砂岩が発達する場合もある。これらの堆積粒子は岡山市北部やより北方の基盤に由来する。地層や年代に応じた岩層の変化は乏しく、吉備層群を構成する主要な2つの層である富吉層と津高層とは岩相が類似する。富吉層と津高層との間に見られる差異としては、石英脈の発達した礫の比率が富吉層で1%程度、津高層で2–3%程度と、津高層において増大している点がある。石英脈を含む礫の供給源は岡山県北部に分布する三郡変成岩類と見られ、また津高層は富吉層の堆積物の再堆積により石英礫の比率が増していると推測されている。
吉備層群には、堆積場を提供した河川の本流で堆積した本流相と、支流で堆積した支流相とが見られる。本流層は大部分が比較的淘汰の良い礫支持の礫岩で構成されており、その基質は粗砂〜細礫である。粒径は中礫〜大礫程度、形状は円礫〜亜円礫を呈する。レンズ状に挟在する砂岩や泥岩は凝灰岩を伴う場合がある。対して支流相の礫岩を構成する礫は主流相と比較して円磨されておらず、角礫が主体となる。
吉備層群から産出する石炭はかつて岡山県内で採掘が行われていた。備前炭鉱が採掘した石炭は始新世のもの、富原炭鉱が採掘した石炭は漸新世のものであった。

## 層序
吉備層群の分布域には、三郡変成岩類、舞鶴帯、超丹波帯、山陽帯などの基盤岩が存在する。吉備層群はこれらの白亜紀以前の岩盤を不整合で被覆する。吉備層群は上部漸新統の矢金層や下部〜中部中新統の日応寺層により不整合で被覆されており、これらの地層は岡山空港の周辺域に現存する。矢金層の礫は石英脈が発達したものが多く、津高層の礫のさらなる再堆積である可能性が示唆される。
かつて「山砂利層」として知られていた吉備層群は、その命名に先立って、鈴木ほか (2000)により下部礫岩ユニット・中部夾炭砂岩泥岩ユニット・上部礫岩ユニットに三分された。しかし鈴木による後続研究では、鈴木ほか (2000)で採用された岩層区分でなく、堆積時の河川の差異に応じて層が区分された。なお、吉備層群が全体としてそれぞれ異なる堆積年代と堆積場を示すことは鈴木ほか (2000)時点で指摘されていた。
鈴木ほか (2003)は周匝を模式地とする周匝層、津高地域に分布する津高層、富吉地域に分布する富吉層の3層を命名し、吉備層群を区分した。これらはFT年代に基づいて周匝層と富吉層が同程度の古い地層、津高層がより新しい時代の地層とされた。鈴木ほか (2009)では周匝層が富吉層に含められ、吉備層群を構成する命名済みの層は富吉層と津高層の2層のみとなった。
富吉層
模式地 - 岡山市富吉地域
堆積年代 - 古第三紀始新世後期
最大層厚 - 100メートル以上
津高層
模式地 - 岡山市津高西方
堆積年代 - 古第三紀漸新世
最大層厚 - 160メートル以上
なおこの他に、岡山県吉備中央町柏木から総社市秦にかけての山地や、吉備中央町竹部西方には、未区分の吉備層群と思われる礫の層が分布する。後者の地層の年代や連続は不詳であるが、前者は岩相や層序関係に基づけば富吉層と対比される可能性がある。鈴木・柳田 (2017)は、西は広島県三次市や東広島市（旧安芸津町）、東は岡山県備前市周辺に至るまで、吉備層群に含まれる地層が点在する様子を図示している。

## 年代
かつて吉備層群が単に「山砂利層」と呼称されていた頃、本層群は第四系の下部更新統と見なされていた。これは弱風化した礫岩が未固結の新鮮な礫に見える産状を呈するためであり、単に固結度合いだけを評価すれば同県に分布するより新しい中新統の勝田層群の方が固結した古い岩盤に見える。吉備層群はより風化の進行した表層で赤色風化したくさり礫を産するほか、緩い礫層を呈する。大規模な土木工事で深く掘削された場合、固結部が認められる場合が多い。
鈴木ほか (2003)と鈴木ほか (2009)の研究では、周匝層を含む富吉層の凝灰岩試料から35.8±1.4 - 34.0±2.7 Ma、津高層の試料から29.4±1.8 – 27.1±1.5 MaのFT年代が得られている。これらの放射年代は、富吉層において始新世の後期、津高層において漸新世を示唆する。